# Louis Barillet
Louis Joseph Pierre Barillet (Alençon, 13 febbraio 1880 – Hauts-de-Seine, 11 dicembre 1948) è stato un artista francese, maestro vetraio.

## Biografia

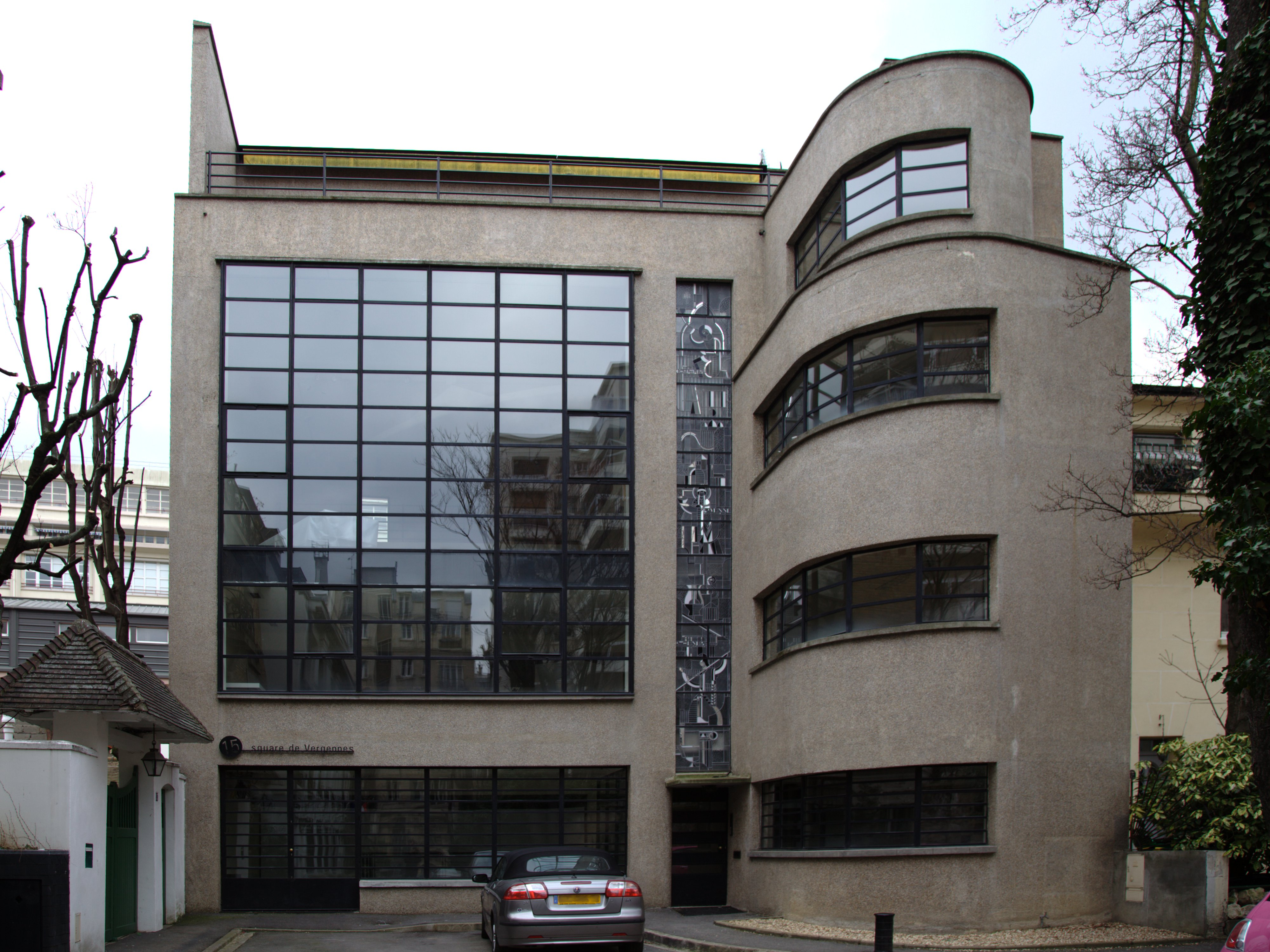
La casa-laboratorio di Barillet (1932) a Parigi, piazza Vergennes, progettata da Robert Mallet-Stevens.

Dopo aver studiato pittura all'École nationale supérieure des beaux-arts nello studio del pittore Jean-Léon Gérôme, Louis Barillet, anche lui allievo di Luc-Olivier Merson ed Emmanuel Fontaine, iniziò la sua carriera di medaglista mentre praticava la pittura, prima di aprire nel 1919, il suo primo studio al n 7 rue Alain-Chartier. Nel 1932 aprì un secondo studio al n 15 di piazza Vergennes  a Parigi.
Lavorò con Jacques Le Chevallier e poi Théo Hanssen. Negli anni dal 1920 al 1930 parteciparono alla rinascita delle vetrate francesi.
Espose all'Union des artistes modernes, movimento di artisti decorativi e architetti fondato in Francia nel 1929 dall'architetto Robert Mallet-Stevens, e la cui attività proseguì fino al 1958.
Jean Barillet è suo figlio e continua la tradizione paterna.

## Opere
Louis Barillet utilizzava esclusivamente vetri industriali: prismatici, stampati, opachi a cui si aggiunsero successivamente vetri grigi, neri e specchi. Ripensò l'arte del vetro colorato nello spirito del rinnovamento estetico adattato alle esigenze e allo stile Art déco del tempo. Il suo lavoro sedusse architetti come Robert Mallet-Stevens o Paul Rouvière. Produsse molte vetrate religiose e civili e altro ancora.

### Opere per edifici religiosi
- Le vetrate per la chiesa cattolica di Santa Rosa da Lima, 1956, dodici finestre, York, Pennsylvania, Stati Uniti.
- Vetrate della Basilica di Notre-Dame de la Trinité a Blois (con Jacques Le Chevallier e Théodore Hanssen): quattordici vetrate. Architetto Paul Rouvière.
- Vetrate della chiesa di Notre-Dame-des-Otages a Parigi (con i suoi collaboratori Jacques Le Chevallier e Théodore Hanssen).
- Vetrate della chiesa Saint-Rémi a Sermoise, 1925, nove vetrate
- Vetrate della Chiesa della Sacra Famiglia di Le Pré-Saint-Gervais, 1928, tredici vetrate
- Vetrate della chiesa Saint-Rémi a Limé, 1929, tredici vetrate
- Vetrate della chiesa Saint-Rémi d'Augy, 1930, quattordici vetrate (con Jacques Le Chevallier e Théodore Hanssen)
- Vetrate della chiesa Notre-Dame de l'Assomption a Neuilly-Plaisance, dieci vetrate
- Vetrate per una serie di tre finestre della chiesa di Notre-Dame des Missions a Épinay-sur-Seine
- Vetrata in un tetto di vetro della chiesa di Saint-Sauveur a Bellême, tra il 1920 e il 1925
- Vetrata della chiesa di Saint-Maurice de Vesly
- Vetrate della chiesa di Saint-Martin a Ciry-Salsogne, 1924, diciassette vetrate, oltre al mosaico degli altari
- Mobili della cattedrale di Saint-Pierre de Beauvais
- Vetrate dell'ambulacro, cattedrale di Sainte-Geneviève a Nanterre, intorno al 1930, classificata come monumento storico
- Monumento ai caduti della parrocchia, cattedrale Saint-Gervais-et-Saint-Protais a Soissons, 1931, classificato come monumento storico
- Vetrate della basilica di Saint-Sauveur a Dinan (1939).
- Vetrate della Cappella della Vergine nella Chiesa di Saint-Dominique, a Parigi, realizzate nel 1941
- Vetrate della chiesa di Saint-Firmin a May-sur-Orne con Charles-Émile Pinson nel 1958
- Vetrata di Saint Vincent, basilica di Saint-Denys Argenteuil (Val-d'Oise).
- Vetrate della chiesa di Saint-Martin a Martigny-Courpierre
- Vetrate della basilica di Notre-Dame de Montligeon (Orne)
- Vetrate della cappella del seminario maggiore  di Meaux (rue Chäage) (architetto: Henry Faucheur)
- Vetrate della chiesa di Saint-Pierre-et-Saint-Paul de Jouarre[4], collaborazione di Jacques Le Chevallier e Théodore Hanssen
- Vetrata per la cappella del Collegio del Sacro Cuore (operazione di ampliamento) a Domfront (Orne), architetto Paul Rouvière
- Vetrata per la Cappella della Rimembranza (Flers)
- Vetrate della cattedrale di Notre-Dame de Luxembourg, 1938 circa
- Vetrate della Chiesa del Sacro Cuore di Digione
- Vetrate della chiesa Sainte-Germaine-Cousin a Calais: 28 vetrate

### Opere per edifici civili

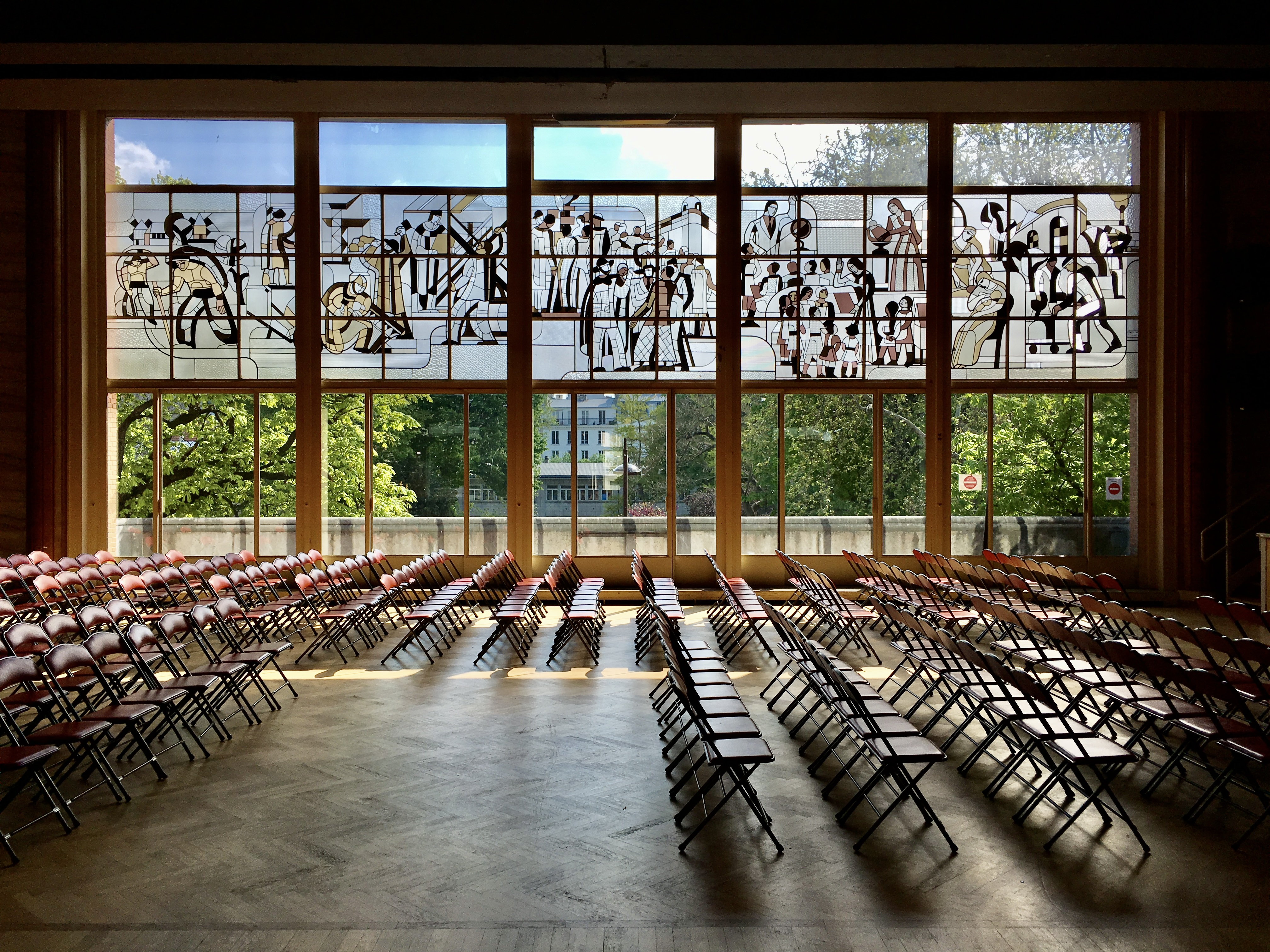
Vetrata del municipio del XIV arrondissement di Parigi.

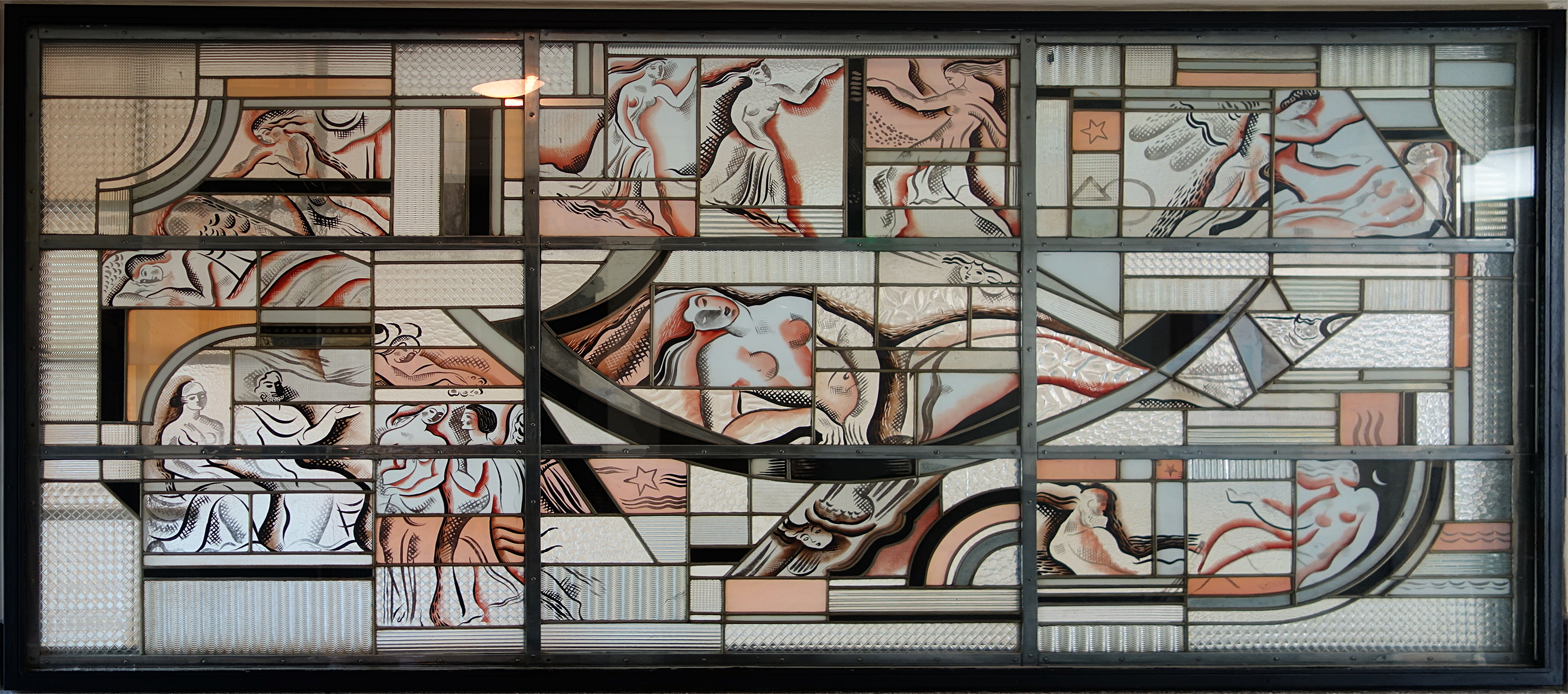
Histoire de Psyché, vetrata di Louis Barillet nel suo studio a Parigi.

- Vetrate del soggiorno rosa della villa Noailles a Hyères (architetto: Robert Mallet-Stevens)
- Vetrate nel municipio di Cachan: quattro vetrate, 1935 (con Jacques Le Chevallier e Théodore Hanssen) e un'altra vetrata
- Vetrata in un edificio a Issy-les-Moulineaux
- Vetrata per la piscina Molitor, 1929
- Vetrata in un edificio a Montrouge, 1930
- Vetrata di una fabbrica Pantin (rubata nel 2007)
- Mosaico della targa commemorativa del monumento ai caduti di Dernancourt, 1928
- Vetrata per il municipio dell'annesso municipio del XIV arrondissement di Parigi, 1936
- Finestre di vetro macchiate di un palazzo Princess Aga Khan Parigi, n 55 rue Scheffer XVI arrondissement)
- Vetrata per il proprio laboratorio, n. 15 piazza Vergennes nel XV arrondissement di Parigi, sul tema delle proprie attività attraverso tre prestigiose città e caratteristiche di queste tecniche. Prima fra tutte la città di Chartres, che simboleggia l'arte della vetrata mediante l'evocazione di un vetraio, poi Ravenna rappresentata dal mosaico sotto le fattezze dell'imperatrice Teodora e infine Atene, rappresentata dalla dea Atena, il tutto a simboleggiare le fondamenta di Cultura occidentale.
- Vetrata nel municipio di Issy-les-Moulineaux nel 1932